# Polityka konwencyjna
Polityka konwencyjna – inaczej umowna, polega na regulowaniu stosunków ekonomicznych z zagranicą na podstawie umów międzynarodowych dwustronnych lub wielostronnych – ten typ polityki odgrywa współcześnie w świecie dominującą rolę. W przypadku polityki umownej możemy mówić o międzynarodowej lub ponadnarodowej polityce współpracy (zagranicznej polityce ekonomicznej). Z tym drugim przypadkiem mamy do czynienia kiedy państwo część swoich suwerennych uprawnień przekazuje organowi ponadnarodowemu. 